# Сайга (селище)
Сайга́ (рос. Сайга) — селище у складі Верхньокетського району Томської області, Росія. Адміністративний центр та єдиний населений пункт Сайгинського сільського поселення.

## Населення
Населення — 991 особа (2010; 1089 у 2002).
Національний склад (станом на 2002 рік):
- росіяни — 89 %